# Makten och härligheten
Makten och härligheten är en roman av Graham Greene, utgiven 1940. Den utspelar sig i Mexiko under regimens förföljelser av Romersk-katolska kyrkan.
År 2010 utsåg tidskriften Time Makten och härligheten till en av de hundra bästa engelskspråkiga romanerna.